# Suhanivka, Peatîhatkî
Suhanivka (în ucraineană Суханівка) este un sat în comuna Vînohradivka din raionul Peatîhatkî, regiunea Dnipropetrovsk, Ucraina.

## Demografie
Componența lingvistică a localității Suhanivka
     Ucraineană (94,2%)
     Rusă (5,8%)
Conform recensământului din 2001, majoritatea populației localității Suhanivka era vorbitoare de ucraineană (94,2%), existând în minoritate și vorbitori de rusă (5,8%).